# Ämten (Ringarums socken, Östergötland)
Ämten är en sjö i Valdemarsviks kommun i Östergötland och ingår i Söderköpingsåns huvudavrinningsområde. Sjön har en area på 0,254 kvadratkilometer och ligger 28,8 meter över havet.

## Delavrinningsområde
Ämten ingår i det delavrinningsområde (646089-153915) som SMHI kallar för Inloppet i Byngaren. Medelhöjden är 57 meter över havet och ytan är 20,63 kvadratkilometer. Räknas de 13 avrinningsområdena uppströms in blir den ackumulerade arean 289,08 kvadratkilometer. Avrinningsområdets utflöde Söderköpingsån (Gusumsån) mynnar i havet. Avrinningsområdet består mestadels av skog (57 procent), öppen mark (11 procent) och jordbruk (19 procent). Avrinningsområdet har 0,45 kvadratkilometer vattenytor vilket ger det en sjöprocent på 2,2 procent. Bebyggelsen i området täcker en yta av 1,68 kvadratkilometer eller 8 procent av avrinningsområdet.